# 금춘수
금춘수(琴春洙, 1952 ~  )는 한화그룹의 전문경영인, 기업인이다.

## 학력
- 안동중학교 졸업
- 대구 계성고등학교 졸업
- 서울대학교 경제학 학사

## 경력[2]
- 한화 로스앤젤레스지사 주재원
- 한화그룹 본부 경영지원팀 담당
- 한화 수입개발 사업팀 팀장
- 한화 부산지점 지점장
- 한화 유럽법인 대표상무
- 한화그룹 유럽 본부장
- 한화그룹 구조조정본부 경영지원팀 팀장, 상무
- 대한생명보험(현 한화생명) 경영지원실 실장, 전무
- 대한생명보험 경영지원실 실장, 부사장
- 한화그룹 경영기획실 실장, 사장
- 한화차이나 사장
- 한화그룹 경영기획실 실장, 부회장

## 참고
1. ↑  한화의 ‘금춘수’ 카드, 구관이 명관임을 입증할까
2. ↑  네이버 인물정보